# Fotografická mozaika

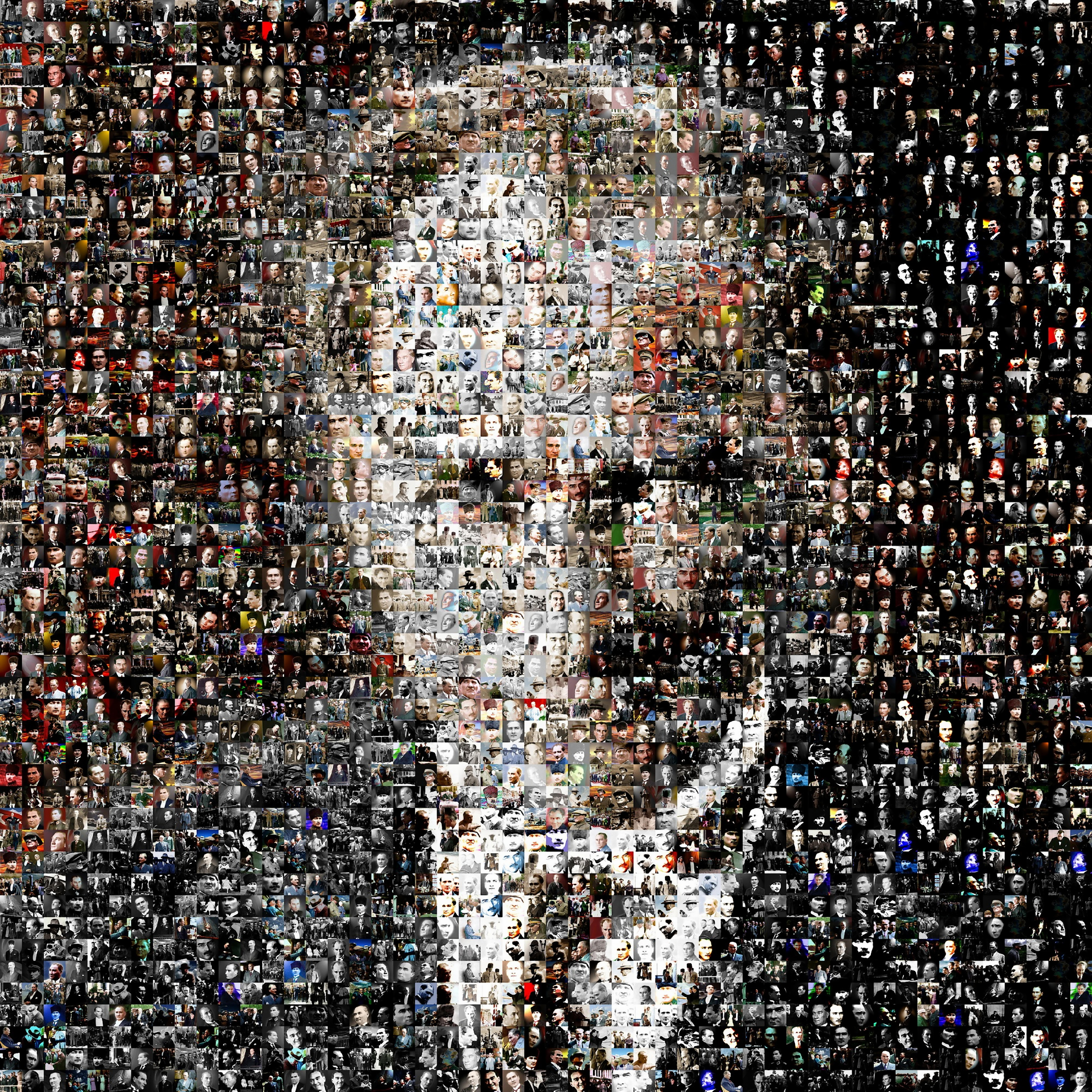
Atatürk složený z vlastních podobizen

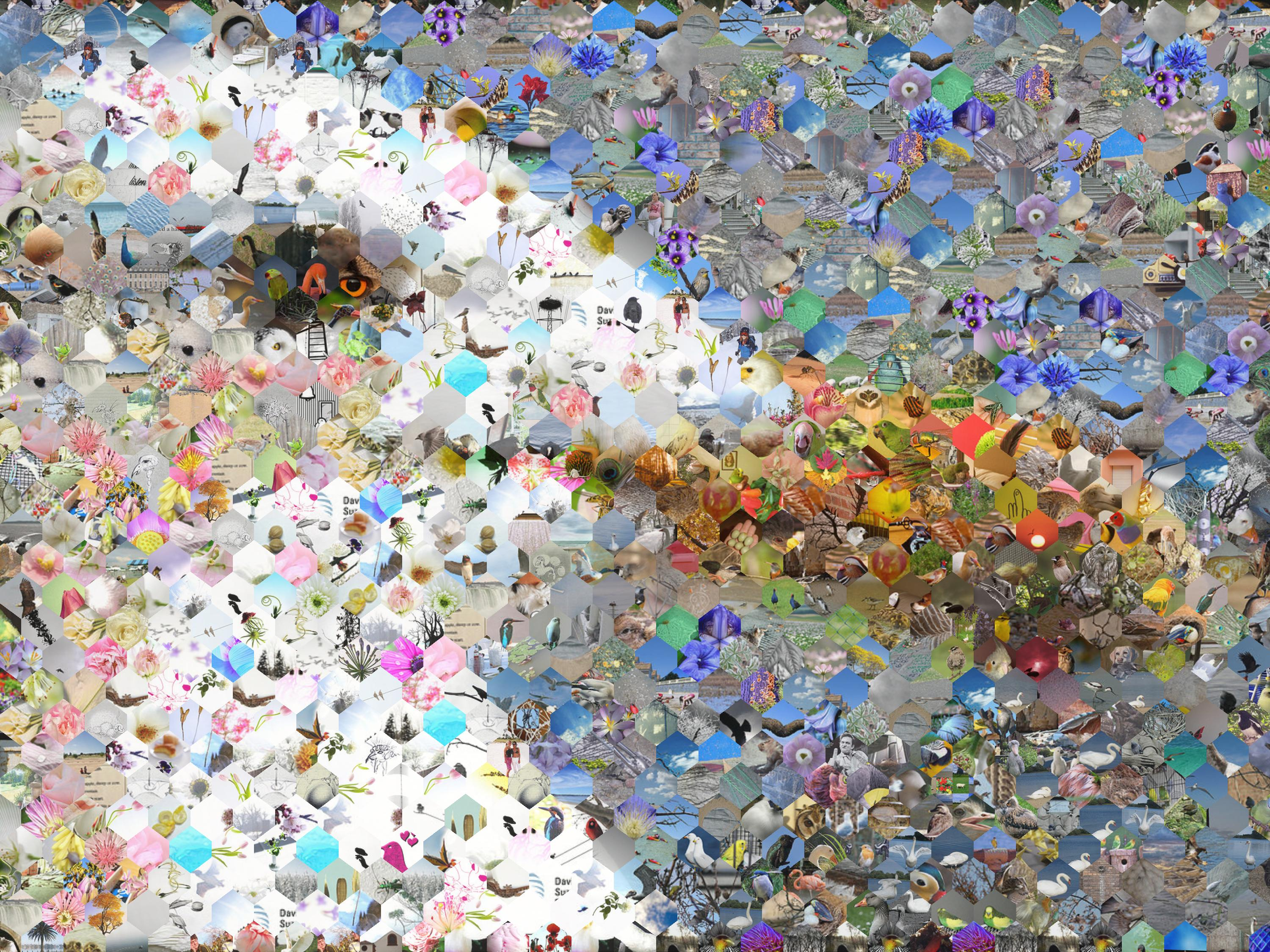
Fotografická mozaika racka zhotovená z obrázků ptáků a dalších přírodních motivů pomocí malých šestiúhelníků

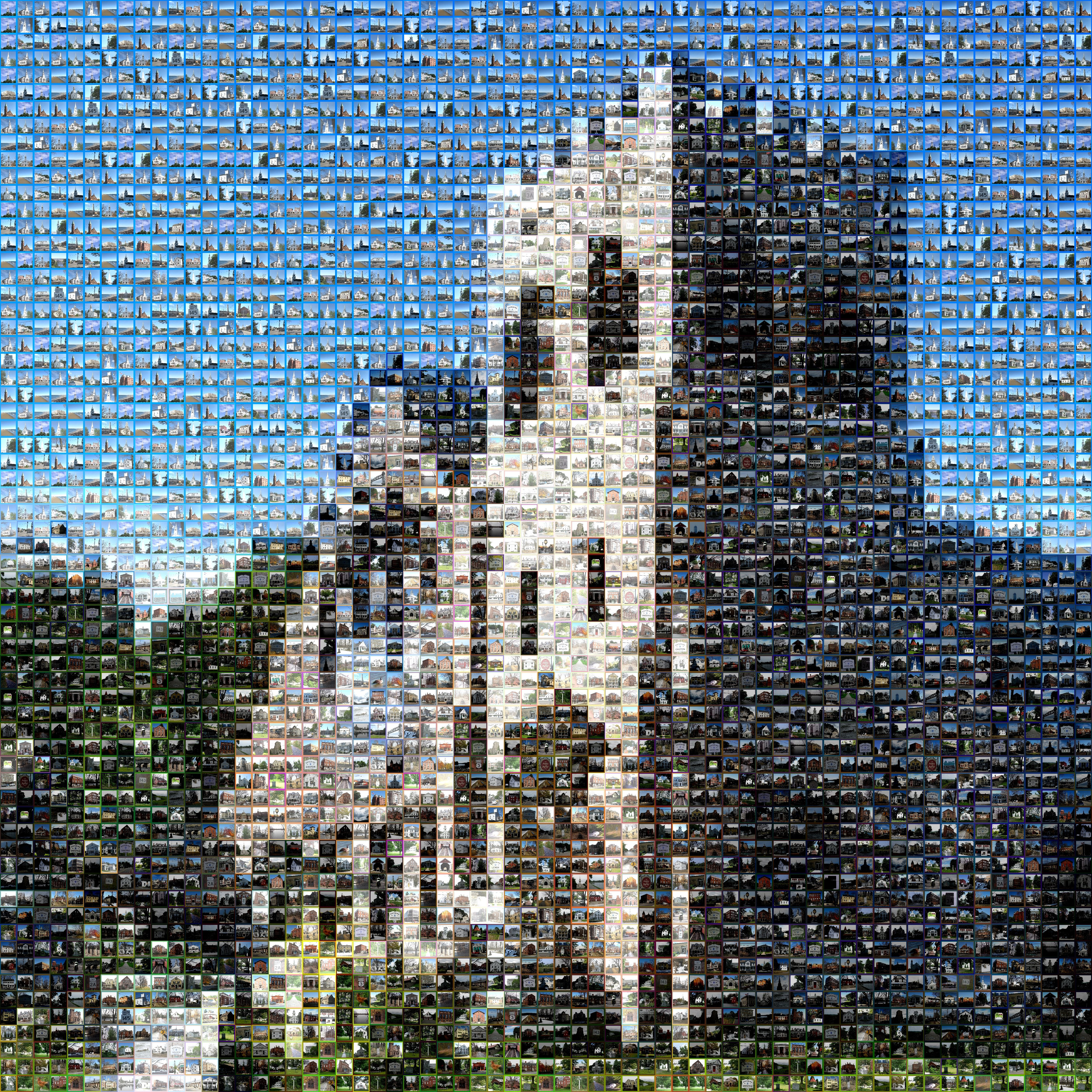
Medford v Massachusetts složený z fotografií Massachusetts

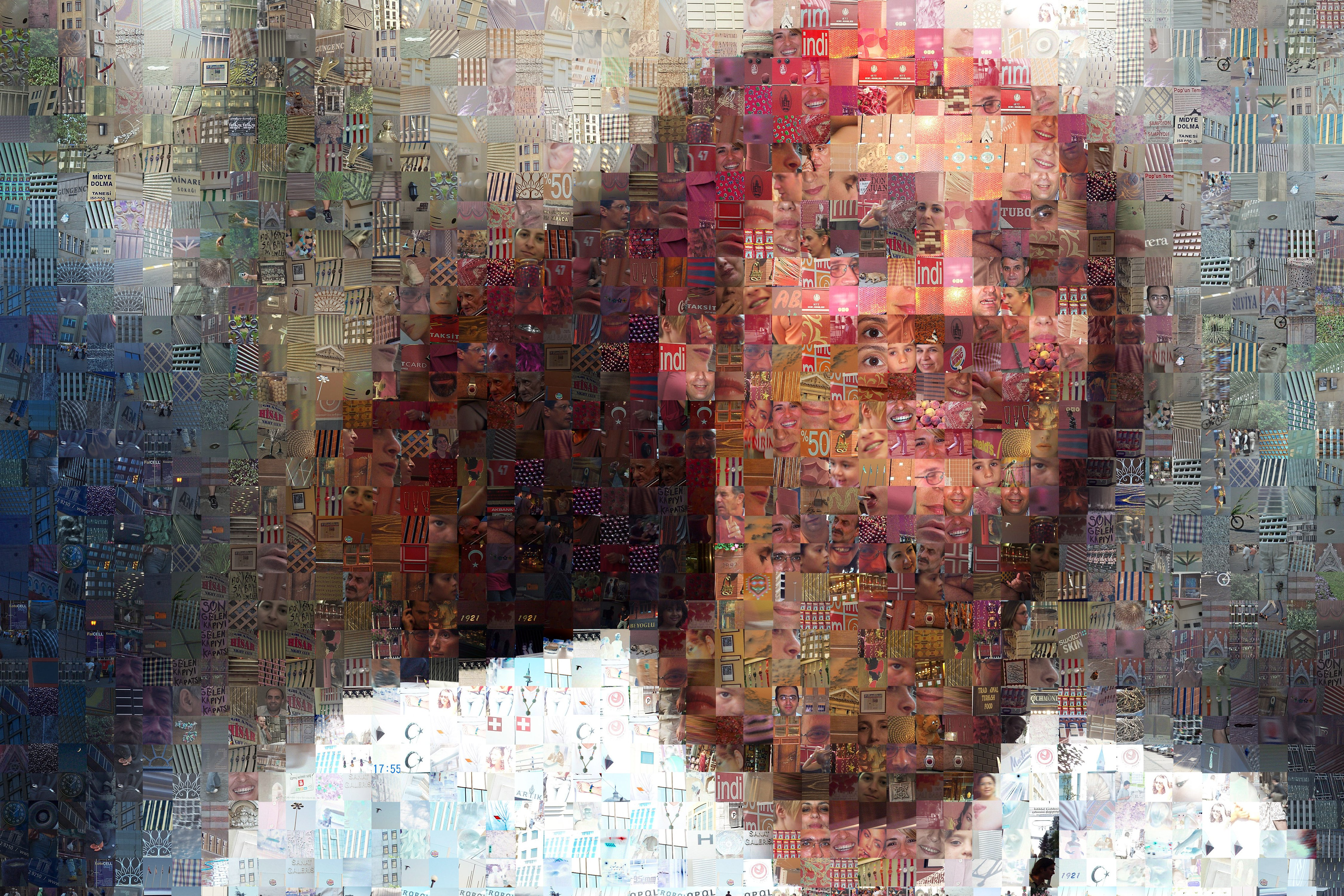
Mozaika dívky, autor: Nevit Dilmen, Beyoglu, Istanbul

V oblasti fotografického zobrazování pojem fotografická mozaika (nebo také fotomozaika, slovo Photomosaic je patentovaná ochranná známka firmy Runaway Technology, Inc.) je obrazová mozaika (obvykle fotografie), která byla rozdělena do malých obdélníků (obvykle stejné velikosti), z nichž každý nahrazuje malou část výsledné fotografie. Při pohledu na obraz z dálky se jednotlivé částečky složí v primární obraz, bližší zkoumání mozaiky odhalí, že obraz je ve skutečnosti složen z mnoha stovek či tisíců menších obrázků. Jedná se o počítačem vytvořený typ fotomontáže.
Existují dva druhy mozaiky, v závislosti na tom, jak se provádí skládání. V jednodušším případě je každá část cílové obrazu zprůměrována přibližně na jednu barvu. Každý z knihovny snímků je rovněž redukován na jednu barvu. Pak je každá část cílového obrazu nahrazena jedním malým obrázkem z knihovny, u kterých jsou tyto barvy co nejvíce podobné. Ve skutečnosti je cílem snížení rozlišení obrazu (převzorkováním), a pak je každý z převzorkovaných pixelů nahrazen obrázkem, jehož průměrná barva odpovídá tomuto pixelu.
Při pokročilejším typu fotografické mozaiky, není cílový obrázek převzorkován (snížením rozlišení) ale provádí se porovnání každého pixelu v obdélníčku s odpovídajícím pixelem z knihovny obrázků. Obdélníček cíl ového obrazu je pak nahrazen obrázkem z knihovny, který minimalizuje celkový rozdíl. Toto vyžaduje mnohem více, než výpočet jednoduchého typu, ale výsledky bývají mnohem lepší, protože systém porovnávání „pixel vůči pixelu“ dokáže zachovat rozlišení cílového obrazu.

## Historie
- 1993 Joseph Francis, pracující pro R/Greenberg Associates v Manhattanu, je považován za vynálezce současného moderního počítačem vytvořeného barevného obrázku. Svůj plakát s názvem Live from Bell Labs vytvořil v roce 1993 s použitím počítačových fotografií mozaiku obličeje (Ryszard Horowitz/Photography and Art Direction, Robert Bowen/Digital Artist). Později v témže roce vytvořil mozaiku pro časopis Animation Magazine, která pak znovu vyšla v magazínu Wired Magazine (listopad 1994, str. 106). Francis na svých internetových stránkách řekl, že jeho zájem na vývoji těchto technik byl částečně inspirován prací umělce Chucka Close.[1]

- 1994 Dave McKean vytvořil obraz pro DC Comics, mozaiku tváře složenou z fotografií tváří, i když se dá věřit, že byl vytvořen ručně pomocí Photoshopu.

- 1994 Adam Finkelstein[2] a Sandy Farrier vytvořili mozaiku Johna F. Kennedyho složenou z částí snímků Marilyn Monroe. Výsledek vystavili na Xerox PARC Algorithmic Art Show v roce 1994.

- 1994 Benetton: AIDS - Faces mosaic[3] se skládala z více než tisíců portrétů smějících se mladých lidí tvořících nápis AIDS.

- 1995 Gioconda Sapiens[4] - tvář s tisícem tváří, byla veřejnosti představena v dubnu 1995 (Španělsko, Domus muzeum). Jednalo se o první velkou fotografickou mozaiku, ke které bylo použito fotografií 10 062 lidí ze 110 zemí, aby mohla vzniknout Mona Lisa .

- 1995 Na počátku roku Adam Finkelstein[5][6] vytvořil mozaiku olejomalby Americká gotika (American Gothic) z obrázků získaných z internetu a publikoval ji v magazínu Mossy Bits.

- 1995 Robert Silvers pracoval na vytvoření ochranné známky Photomosaic a patentů.

- 2000 Andrej Olejnik vytvořil první fotografickou mozaiku vytvořenou renderovanou programem Mosaic Creator.

- 2003 Firma Doubletake Images vytvořila největší mozaiku na světě o ploše přes 1 000 m². Živá akce se konala v Disneylandu a podílelo se na ní tisíce maratónských běžců, kteří drželi svou vlastní fotografii.[7]

- 2004 Roy Feinson vytvořil sérii 38 obřích mozaikových obrazů na oslavu 50. výročí Disneylandu, v němž bylo použito 250 000 fotografií hostů.[8] Projekt obsahoval první tříúrovňovou mozaiku obsahující obraz Parníku Willie utvořeného z fotografií návštěvníků.[9]

- 2005 Joan Fontcuberta, vítěz Hasselblad Award 2013, pomocí freeware skládal mozaiky v cyklu Googlegrams z deseti tisíce fotografií, které nalezl na Googlu pod různými klíčovými slovy. Například mozaiku malby ženského aktu složil ze slov jako Big Bang, big hole nebo dark matter.[10]

- 2006 Společnost Picture Mosaics vytvořila první 3D mozaiku (3D scatter) pro show American Idol. Tato technika využívá fotografií, které se v různé míře střídají, navzájem se překrývají a napodobují efekt kolekce fotografií, které jsou roztroušeny po celé ploše.[11]

## Duševní vlastnictví
Robert Silvers, student Massachusettského technologického institutu, požádal o přidělení obchodní značky na termín Photomosaic dne 3. září 1996. Tato ochranná známka byla zapsána do rejstříku 12. srpna 2003.

## Galerie

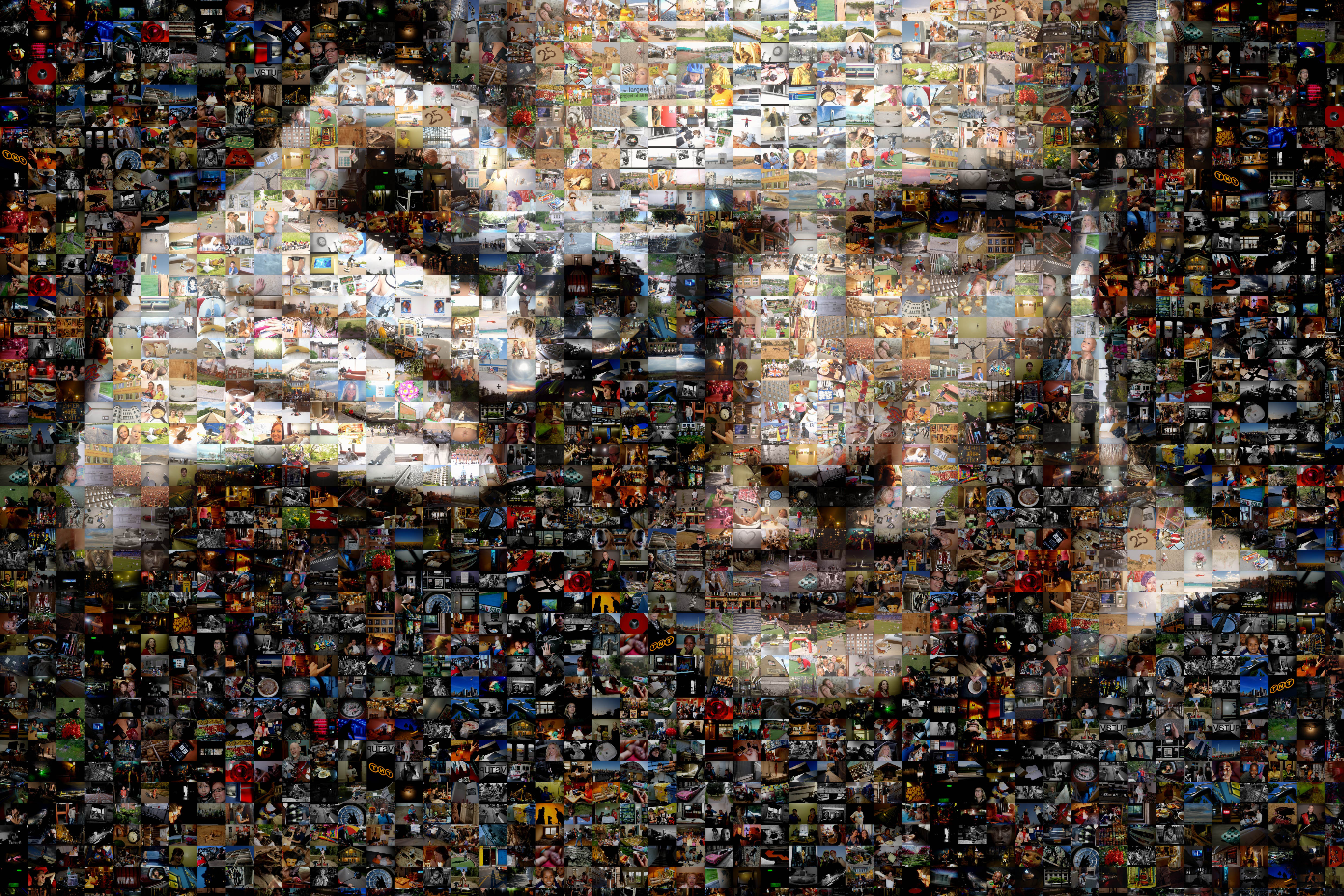
Adolf Zika: PF 2010, fotografická mozaika složená z fotografií z projektu One year of my Life in 3285 Pictures